# Аркесілай III
Аркесілай III (*Αρκεσίλαος, д/н —515 до н. е.) — давньогрецький цар Кирени у 530—515 роках до н. е.

## Життєпис
Походив з династії Баттіадів. Син царя Батта III та Феретіми. Про молоді роки Аркесілая нічого невідомо. У 530 році до н. е., після смерті батька, успадкував трон. Деякий час він зберігав мир із знаттю.
У 525 році до н. е. Аркесілай III уклав союз з Камбісом II, царем Персії, який захопив Єгипет. Цар Кирени визнав себе васалом Камбіса, натомість отримав перські війська, що придушили спроти аристократів, влада Аркесілая III стала майже необмеженою. Проте вже у 518 році до н. е. внаслідок повстання громадян цар вимушений був тікати до  Самосу, де зумів зібрати потужне військо. Втім перед поверненням на батьківщину киренський цар відвідав Дельфійського оракула, який обіцяв Аркесілаю перемогу.
У 518 році до н. е. Аркесілай III повернув собі владу у Кирені, стративши та вигнавши аристократів, але у 517 році до н. е. вимушений був перебратися до м. Барка (він не почувався впевненим у Кирені). Тут він збирав сили в союзі із Алазером, своїм тестем та володарем Барки. Проте у 515 році до н. е. внаслідок змови обидва були вбиті.

## Родина
Дружина — донька Алазера, царя Барки
Діти:
- Батт IV, цар Кирени